# Apné
Apné är den medicinska termen för andningsstillestånd, eller andningsuppehåll.
Apné kan orsakas av exempelvis muskelförlamning eller vid akuta problem i centrala nervsystemet. Vissa droger kan även orsaka apné, som opiater och barbiturater. 
Sömnapné är när andningsuppehåll uppstår under sömnen, vilket kan ha olika orsaker och drabbar olika människor. En del nyfödda barn har en tendens att få sömnapné.
Om apnén är total och varar i över 90 sekunder utan behandling, finns risk för permanenta hjärnskador som följd av den syrebrist som uppstår vid apné.